# Henryk Dobrzański
Henryk Dobrzański, ps. „Hubal” (ur. 22 czerwca 1897 w Jaśle, zm. 30 kwietnia 1940 pod Anielinem) – major kawalerii Wojska Polskiego, jeździec, ostatni polski „zagończyk” jako dowódca Oddziału Wydzielonego Wojska Polskiego w czasie II wojny światowej. Kawaler Orderu Virtuti Militari. 
Uczestnik I wojny światowej, wojny polsko-ukraińskiej, wojny polsko-bolszewickiej oraz kampanii wrześniowej. Stał się fenomenem ze względu na swoje wyjątkowe osiągnięcia jako dowódca, a także niebywale patriotyczną postawę narodową podczas II wojny światowej. Był jednym z pierwszych polskich dowódców ruchu oporu, który skutecznie organizował i prowadził partyzancką walkę przeciwko znacznie silniejszemu wrogowi. Jego oddział, który nie złożył broni po upadku wojny obronnej, przeprowadzał akcje sabotażowe, dywersyjne i nękające, utrudniając niemieckim siłom kontrolę nad okupowanym terytorium. Przez towarzyszy broni Dobrzański był określany jako „Najwierniejszy z wiernych synów Ojczyzny”. Pośmiertnie awansowany na stopień pułkownika Wojska Polskiego.

## Życiorys

### Wywód genealogiczny[4]
| 4. Henryk Dobrzański wnuk Michała Bergonzoniego                                       |  |                          |  |  |                      |
|                                                                                       |  | 2. Henryk Dobrzański     |  |  |                      |
| 5. Leonia hr. Potocka wnuczka Stanisława hr. Potockiego oraz Franciszka Młokosiewicza |  |                          |  |  |                      |
|                                                                                       |  |                          |  |  | 1. Henryk Dobrzański |
| 6. Włodzimierz hr. Lubieniecki prawnuk Stanisława Sołtyka                             |  |                          |  |  |                      |
|                                                                                       |  | 3. Maria hr. Lubieniecka |  |  |                      |
| 7. Felicja Drużbacka                                                                  |  |                          |  |  |                      |
|                                                                                       |  |                          |  |  |                      |

### Dzieciństwo i młodość
Urodził się 22 czerwca 1897 r. w Jaśle, w rodzinie szlacheckiej z arystokratycznymi koneksjami, jako trzecie dziecko, po Leonii i Marii, Henryka Dobrzańskiego h. Leliwa i Marii z hr. Lubienieckich. Po matce był potomkiem starego arystokratycznego rodu Lubienieckich h. Rola. Jego dziadkiem był Włodzimierz hr. Lubieniecki powstaniec z 1863 roku, a pradziadkiem Hipolit hr. Lubieniecki, oficer w powstaniu listopadowym. Ojciec Henryka po mieczu pochodził z rodziny Dobrzańskich, potomkiem rodu Moszyńskich herbu Nałęcz; (...). Babka Henryka pochodziła z linii prymasowskiej (?) Potockich h. Pilawa (Złota). Była wnuczką Stanisława Potockiego i Franciszka Młokosiewicza. W drzewie genealogicznym rodu Dobrzańskich wśród przodków ‘Hubala’ pojawiają się Jerzy, Zańko i Dymitr – rycerze z Ułucza (XIV/XV wiek).
W 1903 r. Henryk Dobrzański rozpoczął domową naukę w zakresie czteroklasowej Szkoły Ludowej, a następnie, po przeprowadzeniu się do Krakowa, kontynuował naukę w siedmioklasowej Szkole Realnej. W latach 1907–1910 był uczniem II Wyższej Szkoły Realnej, mieszczącej się wówczas na ulicy Michałowskiego. Uczył się dobrze, w szkolnych sprawozdaniach figuruje jako „uzdolniony”. W roku szkolnym 1912/1913 ponownie znalazł się wśród uczniów II Wyższej Szkoły Realnej, w klasie piątej, jednak przerwa z powodu wyjazdu niekorzystnie odbiła się na jego wynikach w nauce. Musiał powtarzać klasę, przenosząc się przy tej okazji do I Wyższej Szkoły Realnej. W roku szkolnym 1914/1915 figurował na liście uczniów klasy VI a, jednak już w grudniu 1914 roku zgłosił się do Legionów Polskich i nie ukończył nauki. Błędną jest więc informacja, którą można spotkać w niektórych publikacjach, jakoby Henryk Dobrzański zdał maturę już w czerwcu 1914 roku i rozpoczął studia na Uniwersytecie Jagiellońskim. Niewykluczone, że egzamin dojrzałości złożył później, już w czasie wojny, w trybie specjalnym.
Znaczącą część swojego dzieciństwa młody Henryk spędził w pałacu w Gorajowicach, który należał do jego ojca chrzestnego, Tadeusza Sroczyńskiego.

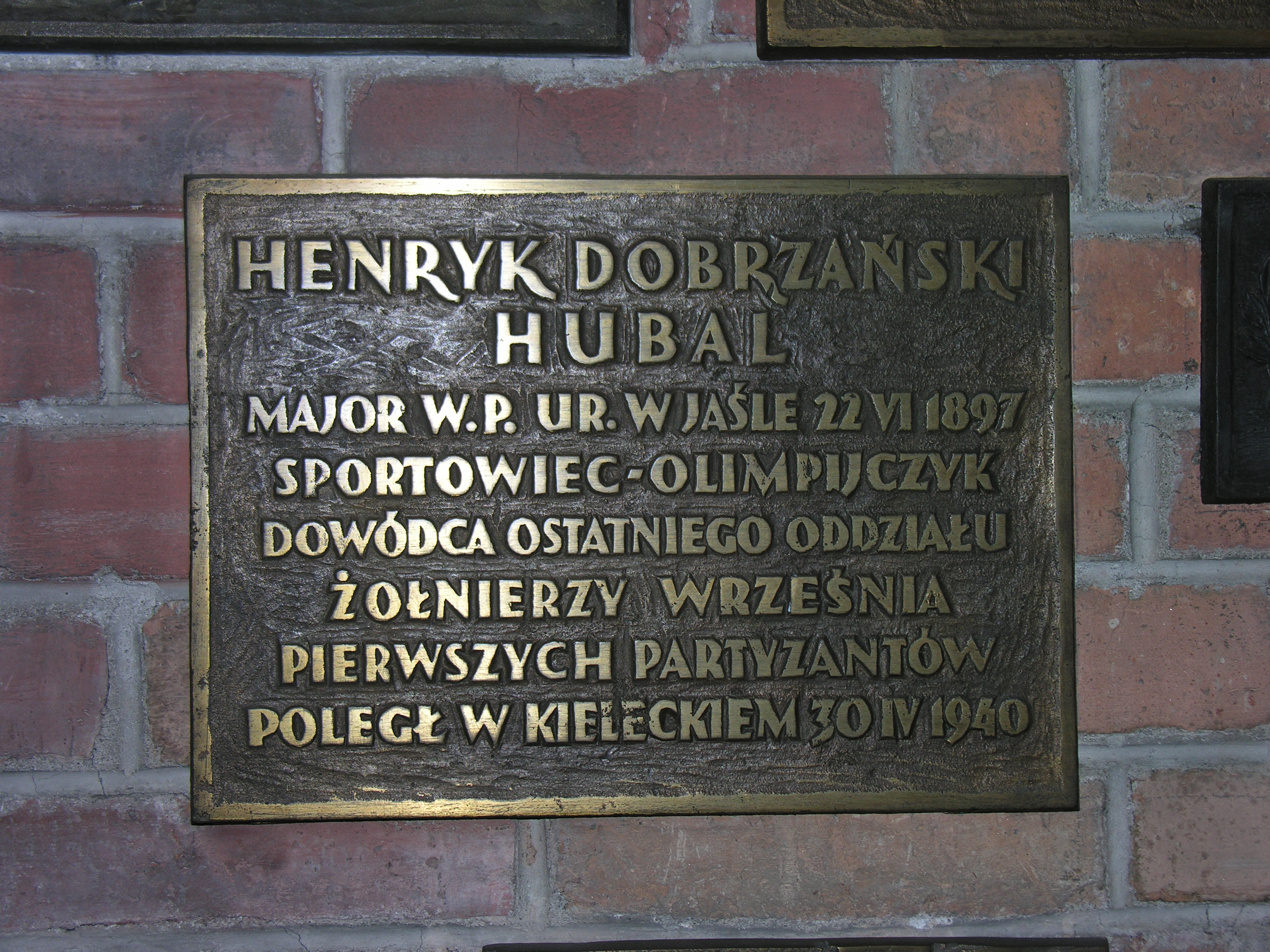
Tablica pamiątkowa w Jaśle
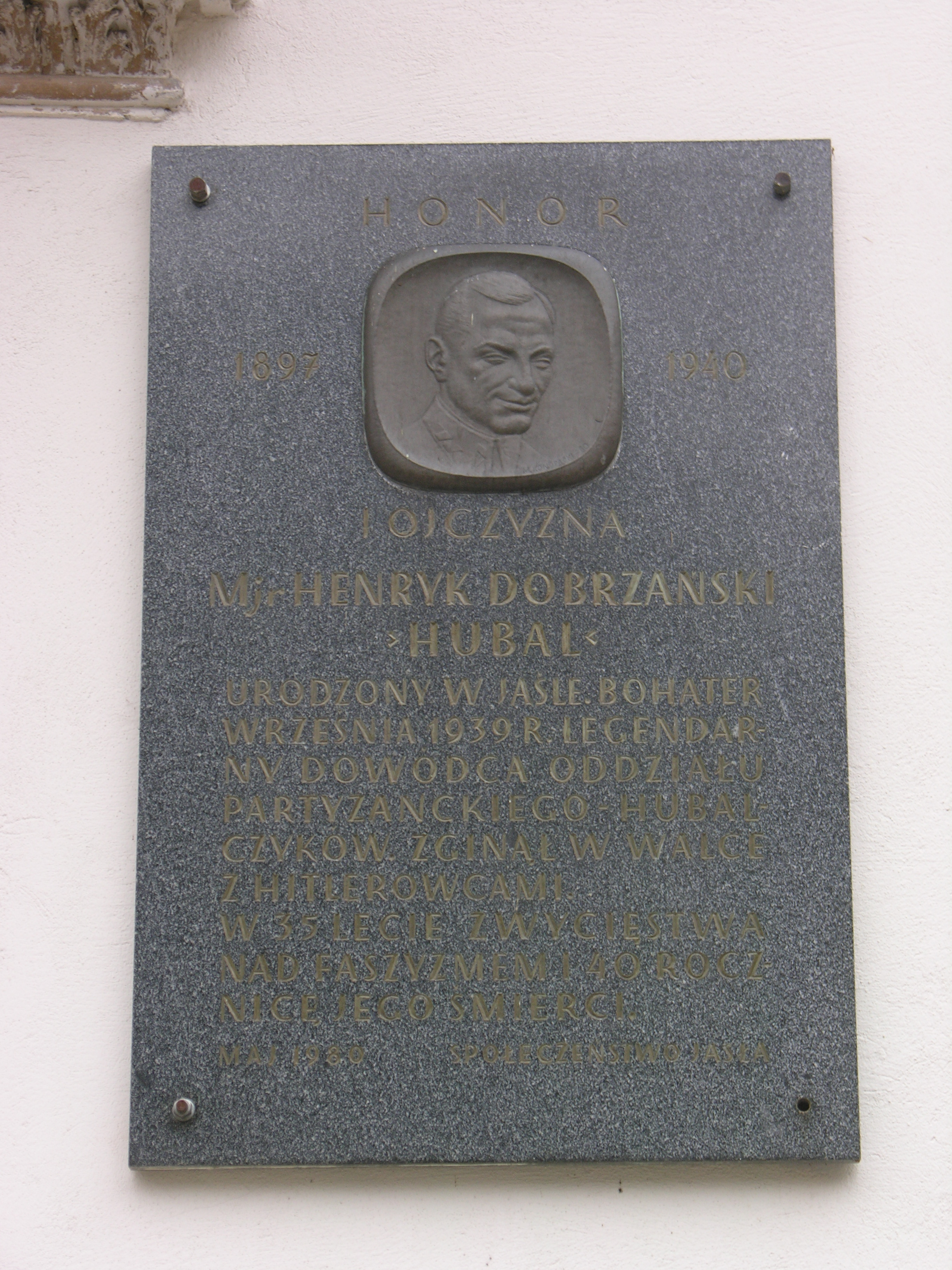
Tablica ku czci Henryka Dobrzańskiego w miejscu jego urodzenia

### I wojna światowa
Młody Henryk Dobrzański jako absolwent kursu w Polskich Drużynach Strzeleckich starał się, aby przyjęto go do Legionów Polskich. Na przeszkodzie jednak stał jego młody wiek, dlatego też zmienił rok urodzenia na 1896 i został przyjęty do Legionów. 1 grudnia 1914 r. siedemnastoletni Henryk Dobrzański stawił się na stacji zbornej Legionów Polskich w Krakowie. W maju 1915 r. w stopniu kaprala, został odkomenderowany do plutonu kawalerii sztabowej przy Komendzie Legionów Polskich, a już w grudniu na własną prośbę, został przeniesiony do 3 szwadronu 2 pułku ułanów Legionów Polskich by brać bezpośredni udział w działaniach frontowych. W czasie kryzysu przysięgowego w lipcu 1917 r. znaczna część II Brygady Legionów wraz z 2 pułkiem ułanów złożyła przysięgę na wierność cesarzowi Niemiec i została przemianowana na Polski Korpus Posiłkowy. W styczniu 1918 r. kpr. Dobrzański jako jeden z wyróżniających się żołnierzy został skierowany do Szkoły Podchorążych II Brygady w Mamajesti. Nauki jednak nie ukończył, gdyż w lutym 1918 r. na znak protestu przeciwko podpisaniu traktatu brzeskiego część oddziałów Polskiego Korpusu Posiłkowego, głównie z II Brygady Legionów, pod dowództwem płk Józefa Hallera, przebiła się pod Rarańczą przez front austriacko-rosyjski i przeszła na teren Rosji, łącząc się z II Korpusem Polskim. Znaczna część żołnierzy oddziałów, do których nie dotarł rozkaz płk Hallera oraz słuchacze Szkoły Podchorążych wraz z kpr. Dobrzańskim zostali uwięzieni w obozie internowanych w Száldobos (ob.) na Węgrzech. Następnie Henryk Dobrzański trafił do obozu w Talabor, gdzie zachorował. Z tego powodu został w ciężkim stanie przeniesiony do szpitala w Marmarosz Sziget, gdzie po wyzdrowieniu postanowił wraz z dwoma innymi żołnierzami uciec z niewoli. Jako pomocnik palacza parowozu przedostał się przez granicę i znalazł schronienie najpierw w Głębowicach, a później w majątku Czechy.

### Dwudziestolecie międzywojenne

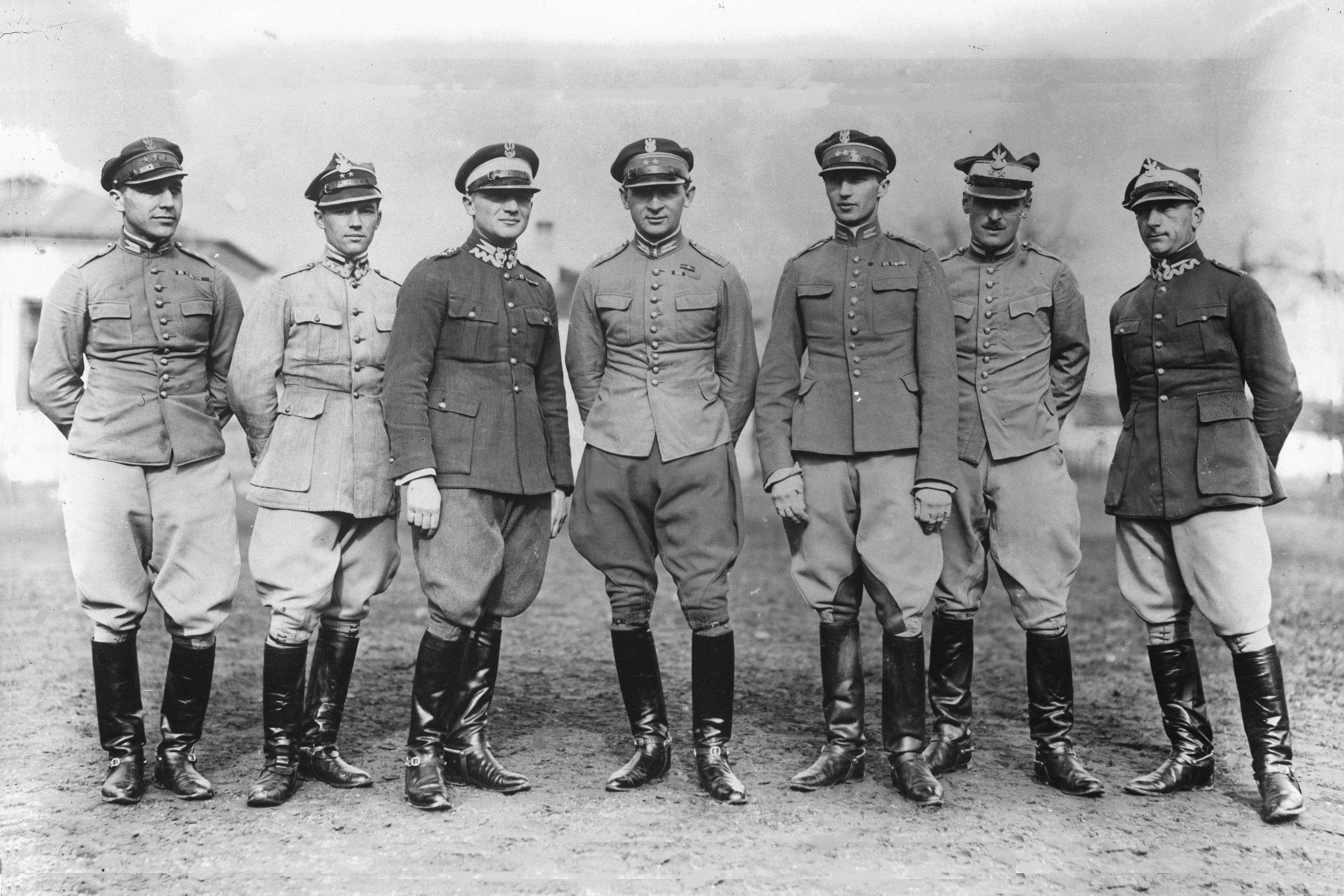
Henryk Dobrzański (trzeci z lewej) w towarzystwie pozostałych członków polskiej kadry jeździeckiej

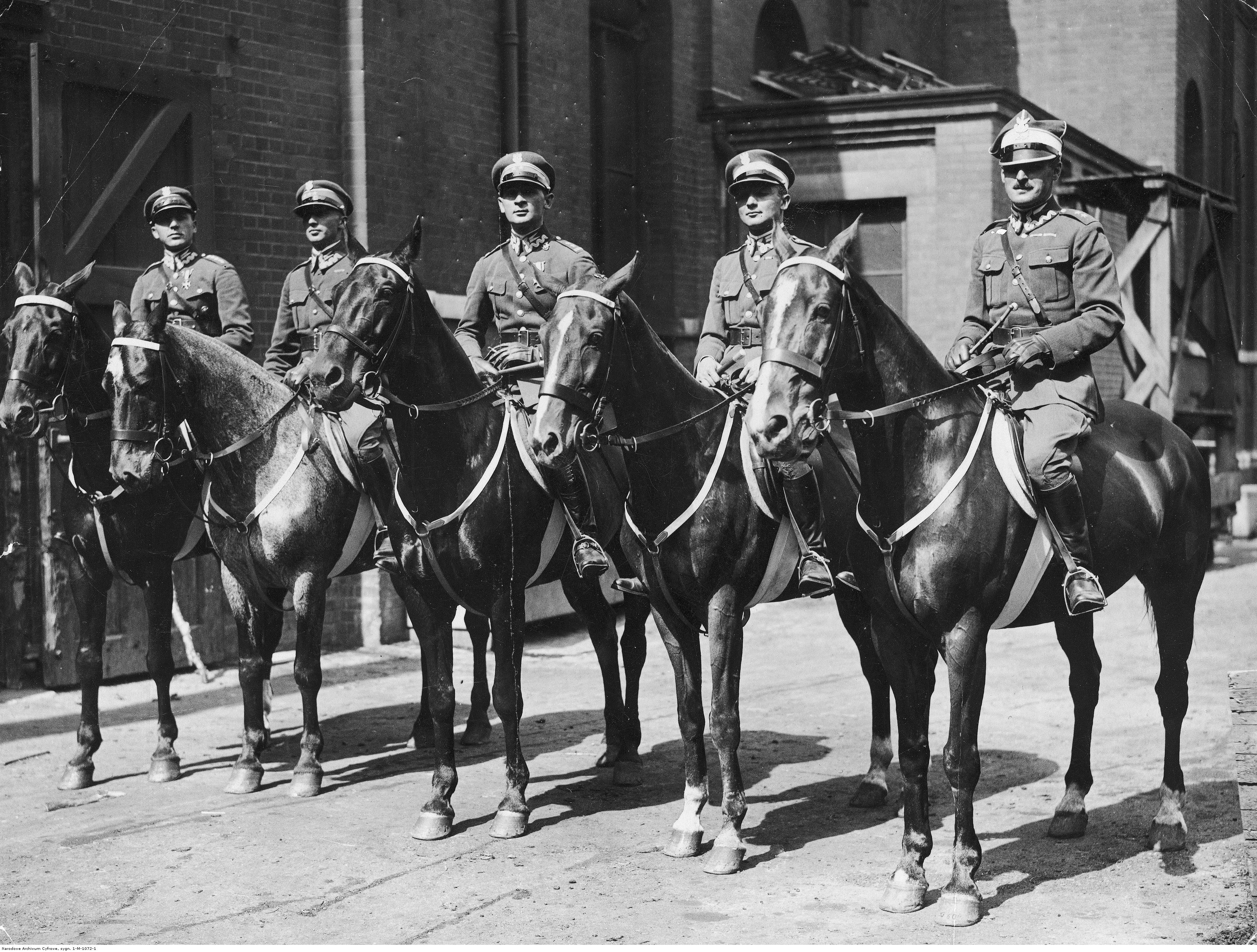
Międzynarodowe Zawody Hippiczne w Londynie. Ekipa polska: Kazimierz Szosland, Henryk Dobrzański, Karol Rómmel, Adam Królikiewicz

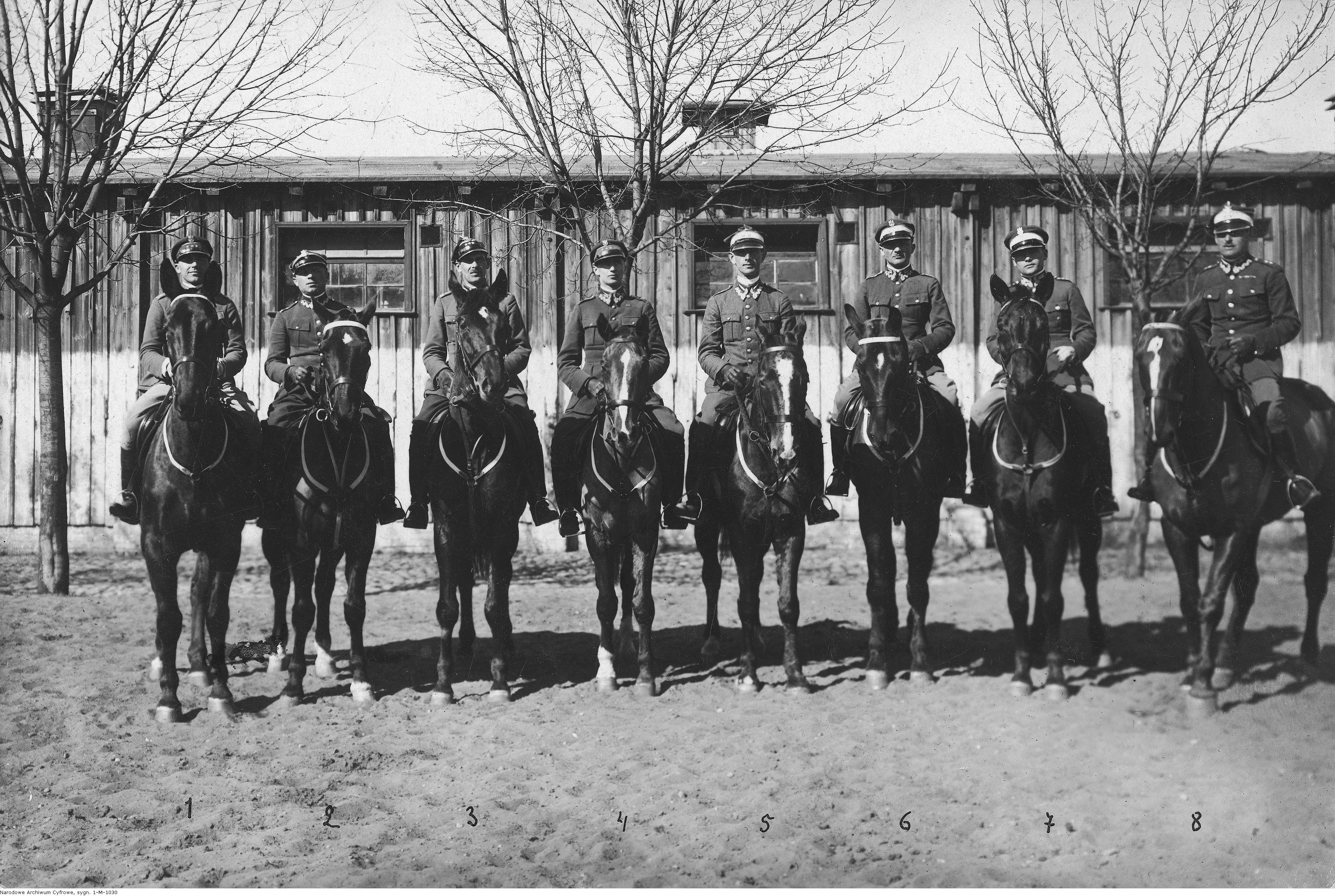
Polska ekipa jeźdźców przed wyjazdem na konkursy hippiczne w Nicei i w Rzymie – rtm. Henryk Dobrzański 3. z prawej

Brał udział w wojnie polsko-ukraińskiej w 1918 i dowodził plutonem kawalerii podczas walk o Lwów. W latach 1919–1921 brał udział w wojnie polsko-bolszewickiej. Za odwagę na polu walki został odznaczony czterokrotnie Krzyżem Walecznych i Krzyżem Srebrnym Orderu Wojennego Virtuti Militari.
Po wojnie pozostał w wojsku w szeregach 2 pułku Szwoleżerów Rokitniańskich, gdzie wyróżnił się jako jeden z najlepszych jeźdźców. Zweryfikowany w stopniu rotmistrza ze starszeństwem z dniem 1 czerwca 1919. W latach 1922–1923 był słuchaczem Centralnej Szkoły Jazdy w Grudziądzu. Z dniem 1 lipca 1925 został przeniesiony służbowo do Gabinetu Ministra Spraw Wojskowych na okres 6 miesięcy.
W Grudziądzu rozpoczął jeździecką karierę sportową. W latach 1922–1924 z powodzeniem startował w wyścigach konnych i konkursach hippicznych, organizowanych w Bielsku, Piotrkowie i Nowej Wsi, niejednokrotnie zajmując pierwsze miejsce. Osiągnięte przez niego rezultaty zaowocowały powołaniem go w 1925 do Grupy Przygotowawczej Sportu Konnego w Warszawie, która pod kierownictwem ppłk Karola Rómmla miała przygotować i wyłonić członków reprezentacji na międzynarodowe konkursy hippiczne w Nicei. Wśród nich znalazł się i Dobrzański. Obok licznych sukcesów indywidualnych, zdobył dla Polski, wraz z trzema innymi jeźdźcami, drużynową nagrodę – przechodni Puchar Narodów. Trofeum to polska ekipa zdobyła po raz pierwszy w historii. W tym samym roku podczas zawodów w Londynie osiągnął najlepszy wynik wieczoru, mając na koniu „Fagas” dwa bezbłędne przejazdy. Za wyczyn ten otrzymał od księcia Walii złotą papierośnicę z wygrawerowanym napisem: „The best individual score of all officers of all nations”. Podczas zawodów w Aldershot zajął pierwsze miejsce. W 1926 roku ponownie znalazł się wśród jeźdźców, reprezentujących Polskę na zawodach hippicznych w Nicei, Rzymie, Neapolu i Mediolanie. W 1927 roku na I Międzynarodowych Konkursach Hippicznych w warszawskich Łazienkach zwyciężył w międzynarodowym konkursie „Rzeki Wisły”. W roku tym nie startował za granicą, ale już w następnym był członkiem ekipy wysłanej na zawody do Nicei i Brukseli. Wszedł także, jako zawodnik rezerwowy, w skład reprezentacji polskich jeźdźców na IX Letnie Igrzyska Olimpijskie w Amsterdamie. Jego sportową karierę zamyka II miejsce, jakie zajął w konkursie „Rzeki Wisły” podczas II Międzynarodowych Konkursów Hippicznych w Warszawie. Ogółem zdobył 22 pierwsze, 3 drugie oraz 4 dalsze lokaty.

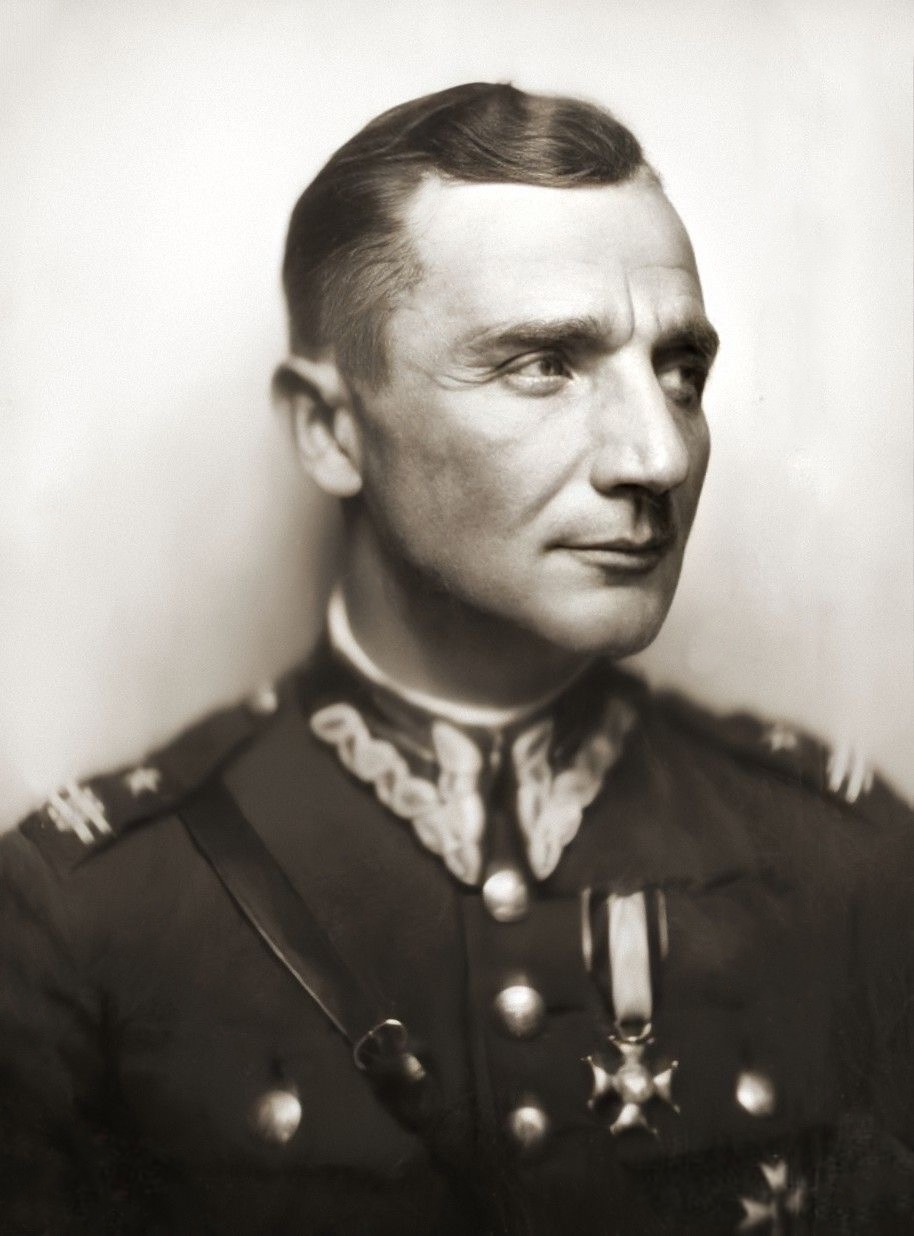
Mjr Henryk Dobrzański

1 stycznia 1927 roku awansował do stopnia majora i objął dowództwo szwadronu w 18 pułku ułanów. W latach 1929–1934 służył w 20 pułku ułanów z siedzibą w Rzeszowie, a następnie w latach 1934–1936 pełnił funkcję kwatermistrza w stacjonującym w Hrubieszowie 2 pułku strzelców konnych. Przydzielony w 1936 do 4 pułku ułanów, a ponieważ nie potrafił przystosować się do wymogów służby pokojowej i wywoływał swym postępowaniem wiele konfliktów, został na przełomie maja i czerwca 1939 r. przeniesiony w stan nieczynny. Z dniem 31 lipca 1939 przeniesiony w stan spoczynku. Jak podaje Marek Kozubal, bezpośrednim powodem przeniesienia w stan spoczynku był incydent polegający na tym, że dowódca pułku, któremu podlegał szwadron dowodzony przez Dobrzańskiego, dwukrotnie nie zastał majora w jednostce w Wołkowysku, gdyż ten był na polowaniu.

### Kampania wrześniowa 1939
Po agresji III Rzeszy na Polskę major Dobrzański szukał swojego przydziału. Po dotarciu do Białegostoku w pierwszych dniach września otrzymał funkcję zastępcy dowódcy drugorzutowego 110 Rezerwowego pułku ułanów, formowanego od 4 września w Wołkowysku. Po agresji ZSRR na Polskę jednostka skierowana w kierunku Grodna i Lasów Augustowskich. W trakcie marszu pułk stoczył kilka potyczek z Armią Czerwoną.
22 września, po dwóch dniach ciężkich walk z Sowietami, Grodno zostało okupowane przez Armię Czerwoną. 23 września generał Wacław Przeździecki wydał rozkaz, aby wszystkie podległe mu oddziały przedostały się na teren neutralnej Litwy. Podporządkowania się temu rozkazowi odmówił jedynie 110 pułk ułanów, w którym służył Dobrzański. Po wchłonięciu resztek innych oddziałów, oddział podjął marsz w kierunku broniącej się Warszawy. Nad Biebrzą pułk został okrążony przez Sowietów. Kosztem ciężkich strat zdołał jednak przerwać linie wroga. Wkrótce po tym jego dowódca, ppłk Jerzy Dąbrowski, wydał rozkaz rozwiązania oddziału. Około 180 żołnierzy pod dowództwem mjra Henryka Dobrzańskiego podjęło decyzję dalszego udziału we wciąż toczących się walkach i ruszyło w kierunku oblężonej stolicy.
Po kapitulacji Warszawy 28 września przed oddziałem majora Dobrzańskiego stanął wybór: ewakuacja przez Węgry do Francji lub Rumunii, rozwiązanie, kontynuacja walki. Ostatecznie około 50 żołnierzy z Dobrzańskim na czele podjęło, w tymże dniu – 28 września – decyzję marszu na południe Polski. 1 października przekroczyli Wisłę w okolicach Dęblina i kontynuowali marsz w kierunku Gór Świętokrzyskich. Tego samego dnia oddział stoczył pierwszą potyczkę z Niemcami i postanowił schronić się na Kielecczyźnie do czasu ofensywy alianckiej na Zachodzie, której spodziewano się na wiosnę 1940.

#### Oddział Wydzielony Wojska Polskiego

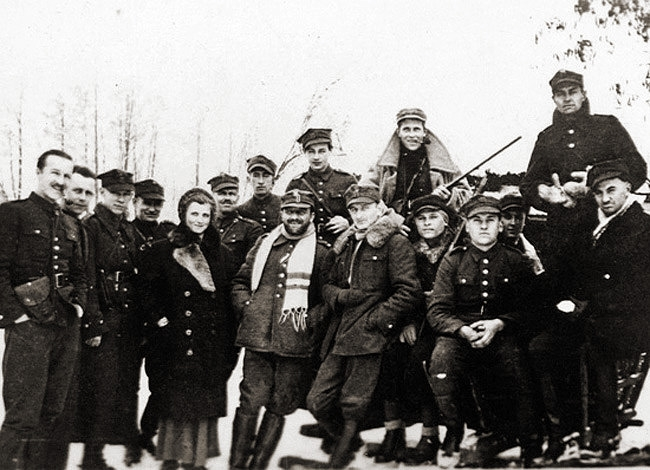
Hubal z żołnierzami

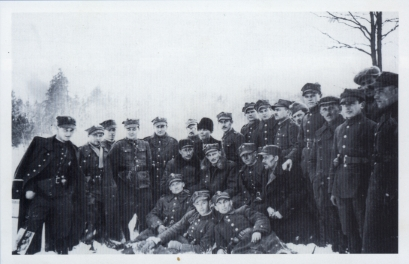
Oddział majora

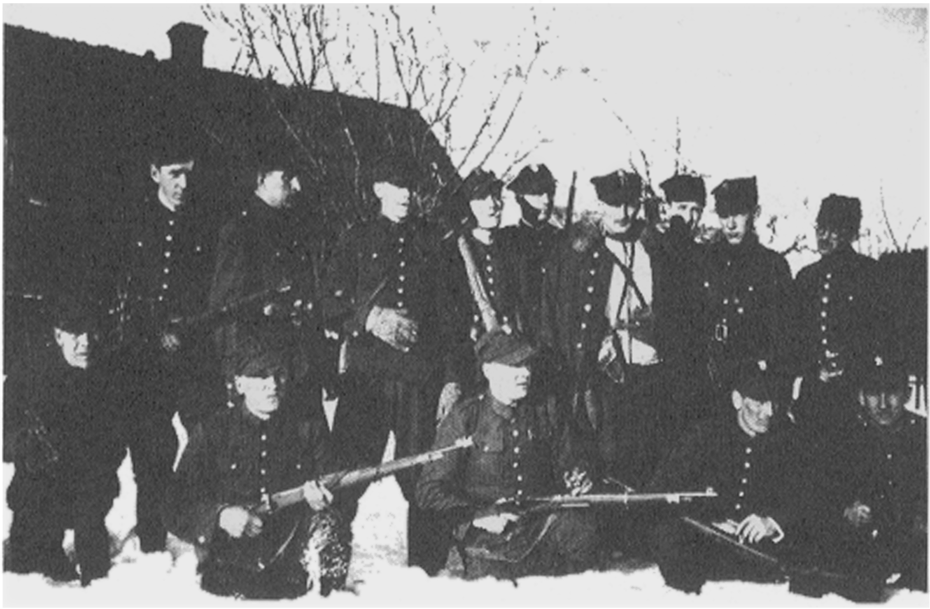
Oddział majora – zima 1939

Bitwa pod Kockiem zakończyła kampanię polską, lecz nie zakończyła oporu Polaków. Major Henryk Dobrzański przyjął pseudonim „Hubal” (przydomek rodowy gałęzi Dobrzańskich, z której się wywodził), a jego oddział nosił nazwę Oddział Wydzielony Wojska Polskiego. 2 października 1939 hubalczycy odnieśli pierwsze zwycięstwo nad Niemcami w potyczce pod Wolą Chodkowską. Żołnierzy, którzy się poddali rozstrzelano. Dzięki pomocy ludności Kielecczyzny oddziałowi udawało się wymykać z organizowanych przez Niemców pułapek. Wyjątkiem była częściowo udana akcja Niemców na początku listopada, kiedy w wyniku obławy oddział majora „Hubala” został zaskoczony we wsi Cisownik i wymknął się z zasadzki kosztem utraty prawie wszystkich koni. Niemcy reagowali na działalność oddziału represjami w stosunku do cywilów. Z tego powodu kierownictwo ZWZ i Delegatura Rządu na Kraj nakazały mjrowi „Hubalowi” rozwiązać oddział, mimo wcześniejszej zgody na jego rozbudowę, która nastąpiła w czasie kilkutygodniowego pobytu „hubalczyków” we wsi Gałki. Wiązało się to ze zmianą na stanowisku komendanta ZWZ, które za gen. Michała Karaszewicza-Tokarzewskiego „Torwida” objął płk. Stefan Rowecki „Grot”, sceptycznie nastawiony do idei umundurowanej partyzantki. Płk. Rowecki w depeszy z 15 IV 1940 r. określił działania „Hubala” jako „niepoczytalne”, obciążył go odpowiedzialnością za represje niemieckie wobec ludności cywilnej i za to, że „dwukrotnie nie usłuchał rozkazu rozwiązania partyzantki”. „Hubala ścigam, chcę go wysłać za granicę, w przyszłości oddam go pod sąd” – pisał. „Hubal” podporządkował się częściowo rozkazowi, dając swoim podkomendnym swobodę decyzji. Sam z grupą ochotników liczącą 72. ludzi kontynuował walkę, ograniczając jednak kontakty z ludnością cywilną do minimum, aby nie narażać jej na represje.
30 marca 1940 podczas następnej obławy niemieckiej w sile dwóch batalionów policji pod dowództwem komendanta policji i SS z Radomia oddział majora „Hubala” zadał poważne straty (ok. 100 zabitych) batalionowi policji w potyczce pod Huciskiem. 1 kwietnia ruszyła kolejna obława i pod Szałasem hubalczycy stoczyli kolejny bój, tym razem z oddziałami policji wzmocnionych oddziałem SS, również wychodząc zwycięsko z tej konfrontacji. Jednak wskutek przewagi liczebnej Niemców, próba przebicia przez pierścień okrążenia, zakończyła się utratą kontaktu między plutonami piechoty (większość zginęła, lub dostała się do niewoli) i kawalerią „Hubala”.
Dla zlikwidowania zagrożenia ze strony Szalonego Majora Niemcy sformowali liczącą 8000 żołnierzy grupę złożoną z formacji SS, batalionu Wehrmachtu i jednostki czołgów. Dla porównania: liczebność oddziału mjra „Hubala” nigdy nie przekroczyła 300 żołnierzy.
W czasie obławy na „hubalczyków” Niemcy dopuścili się licznych zbrodni na ludności cywilnej. W 31 wsiach zamordowali łącznie 712 osób i spalili 620 zagród chłopskich (cztery wsie zostały przy tym kompletnie zniszczone). Wydarzenia te wstrząsnęły „Hubalem”, który do tej pory nadal nie zdawał sobie w pełni sprawy z realiów hitlerowskiej okupacji.
Niemcy o ruchach oddziału majora Hubala byli informowani przez miejscowych konfidentów, którzy współpracowali z okupantem.
30 kwietnia 1940 poczet majora został zaskoczony w czasie leśnego biwaku (prawdopodobnie w wyniku zdrady) przez oddziały 372. Dywizji Wehrmachtu w okolicach wsi Anielin (położonej między Inowłodzem a Studzianną). W gwałtownej walce oddział uległ rozproszeniu, a sam „Hubal” poległ z bronią w ręku; kula z serii z karabinu maszynowego trafiła majora prosto w serce. Miejsce jego śmierci oznaczył niedługo potem 16-letni wówczas mieszkaniec Studziannej – Zygmunt Laskowski.

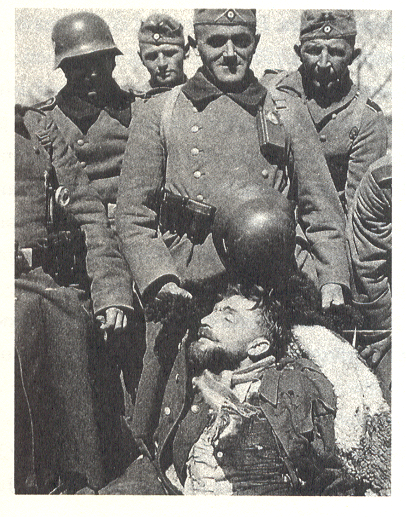
30.04.1940 r., żołnierze z 372 Dywizji Piechoty po potyczce pod Anielinem z ciałem majora

Niemcy zmasakrowali ciało „Hubala” i wystawili je na widok publiczny, a następnie wywieźli do Tomaszowa Mazowieckiego, gdzie prawdopodobnie spalili lub pochowali w nieznanym miejscu. Istnieje hipoteza, że był to teren koszar wojskowych 372 jednostki Wehrmachtu w Tomaszowie Mazowieckim. Niedobitki oddziału majora „Hubala” 
walczyły do 25 czerwca 1940. W tym dniu oddział został ostatecznie rozwiązany niedaleko Włoszczowy.
W 1966 mjr Henryk Dobrzański został pośmiertnie odznaczony Krzyżem Złotym Orderu Wojennego Virtuti Militari i awansowany do stopnia pułkownika. Według innego źródła pośmiertny awans na stopień pułkownika został wydany decyzją ministra obrony narodowej w 1990 i ogłoszony podczas uroczystości 50. rocznicy śmierci majora  „Hubala” w 1990.

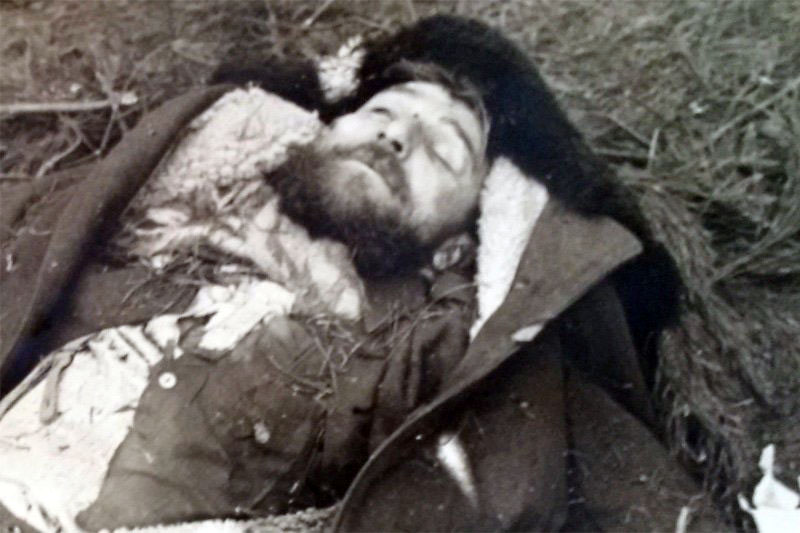
Ostatnie zdjęcie Henryka Dobrzańskiego

W czasopiśmie „Odkrywca” pojawiły się zdjęcia uzyskane od potomka niemieckiego żołnierza stacjonującego w rejonie działań „hubalczyków”. Miejsce wykonania zdjęcia i data, mimo błędnego stopnia, jednoznacznie świadczą, że są to zdjęcia ciała mjra „Hubala”. Jest ono obsypane igliwiem i owinięte gazetami, co sugeruje, że ciało zostało spalone. Podpis na zdjęciu brzmiał: „Polski generał zabity 30 kwietnia 1940 roku”.

## Domniemany grób majora „Hubala”
Po II wojnie światowej siostra Henryka, Leonia Papée, prowadziła bezskuteczne poszukiwania jego grobu.
Do tej pory nie odnaleziono grobu ze szczątkami mjr. Dobrzańskiego „Hubala”; wskazywano kilka lokalizacji, cały czas trwa zbieranie wszelkich informacji na ten temat i ich sprawdzanie.
W latach 50. XX w., jako miejsce pochowania „Hubala” wskazano wieś Wąsosz Górny (40 km na północ od Częstochowy). Tu, podczas elektryfikacji wsi, w trakcie robienia wykopu pod fundamenty jednego ze słupów na tyłach plebanii, natrafiono na szczątki żołnierza. Ubiór zwłok różnił się od ciał powstańców styczniowych pochowanych pod Wąsoszem, wskazując na pochodzenie z okresu II wojny. Z inicjatywy ówczesnego proboszcza wąsoskiej parafii, Franciszka Bara, ciało w tajemnicy zostało pochowane na miejscowym cmentarzu. Wiosną 2007 r. we wskazanym przez świadka miejscu i dwóch miejscach obok wskazanego na tymże cmentarzu dokonano poszukiwań nie odnajdując tych szczątków.
Inne domniemane miejsce pochówku to Wąchock, na terenie jednostki wojskowej.
Jeszcze inne miejsce domniemanego pochówku to pobocze drogi leśnej do miejscowości Cekanów, około 4,5 km na północ od Tomaszowa Mazowieckiego. Tak twierdzi ówczesny niemiecki oficer – Heinrich Schreihag, który widział ciało „Hubala” zaraz po śmierci.

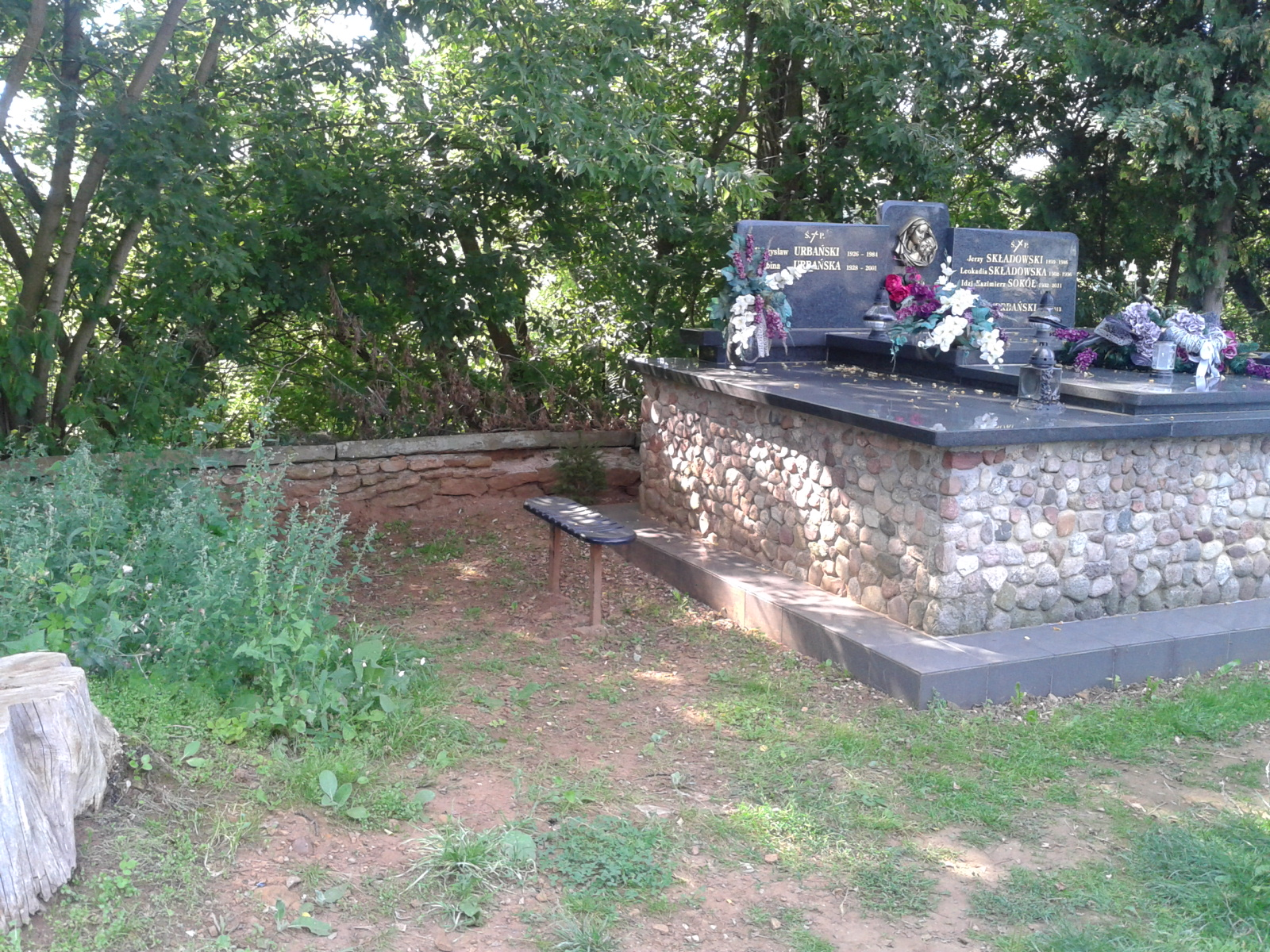
Inowłódz, cm. przy kościele św. Idziego; kolejne domniemane miejsce (na lewo od grobowca) pochówku mjr. „Hubala”; fotografia z sierpnia 2016.

27 lutego 2016 r. na cmentarzu w Inowłodzu, przy romańskim kościele św. Idziego, Stowarzyszenie „Wizna 1939” przeprowadziło prace sondażowe mające na celu ustalenie domniemanego miejsca spoczynku ciała majora Henryka Dobrzańskiego „Hubala”.
W kwietniu 2017 roku wnuk niemieckiego oficera Urlich Gauer przekazał stronie polskiej dwa albumy zawierające ponad 1385 zdjęć, a także sześć krótkich filmów ukazujących Spałę i jej okolicę na przełomie lat 1939/1940. Wśród fotografii znalazły się również nieznane pośmiertne zdjęcia majora Hubala. Materiały trafiły do Archiwum IPN w Warszawie i poddane zostały digitalizacji.

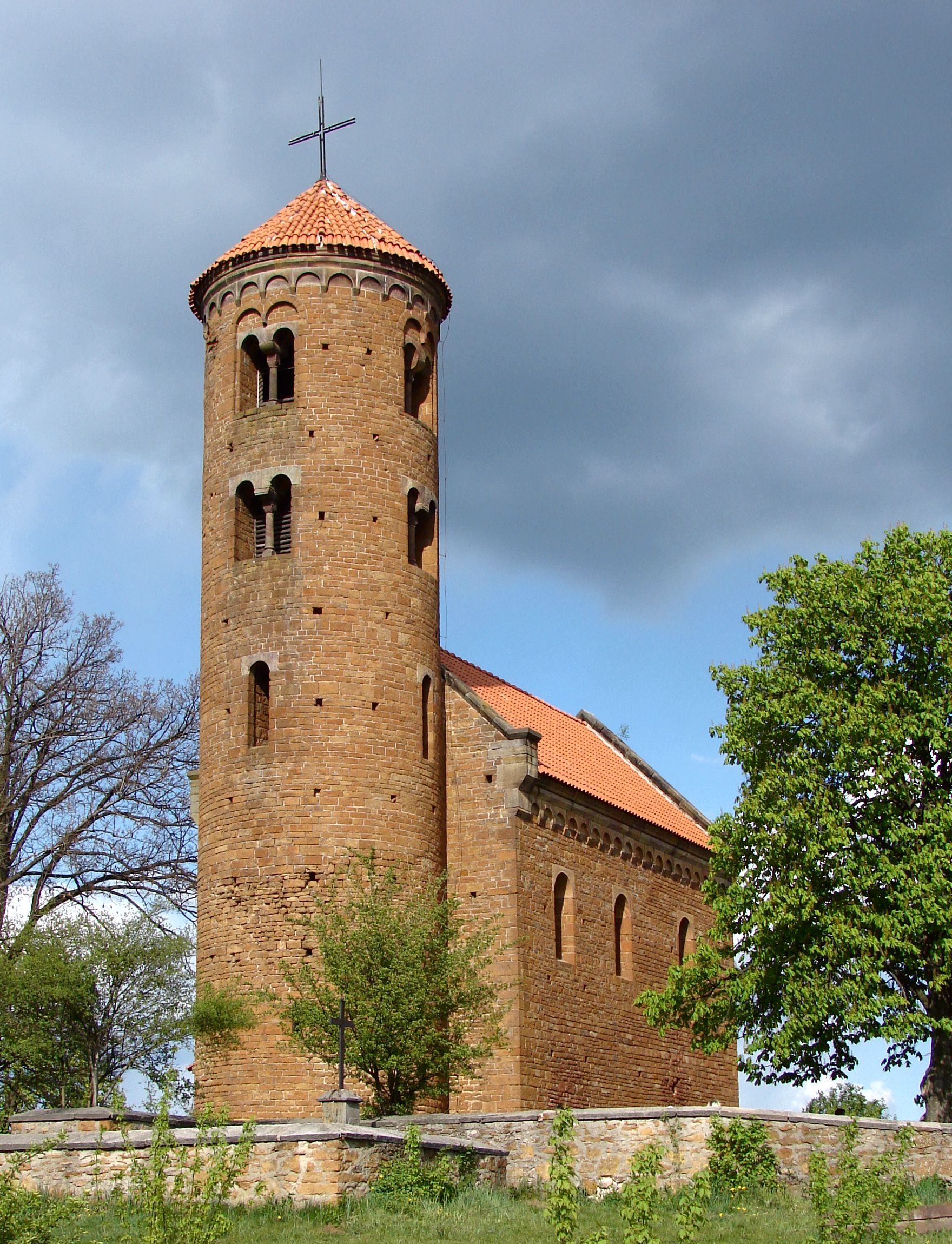
Kościół św. Idziego w Inowłodzu miejsce domniemanego pochówku doczesnych szczątków majora Henryka Dobrzańskiego

Według członków Stowarzyszenia "Wizna 1939" w kościele św. Idziego w Inowłodzu z dużym prawdopodobieństwem pod chórem pod podłogą pochowane są doczesne szczątki majora Henryka Dobrzańskiego. Niestety Łódzki Wojewódzki Konserwator Zabytków blokuje dalsze prace poszukiwawcze.

## Odznaczenia i wyróżnienia
- Krzyż Wielki Orderu Odrodzenia Polski (pośmiertnie, 14 września 2010)[34]
- Krzyż Złoty Orderu Virtuti Militari (1966, pośmiertnie od władz PRL)[35]
- Krzyż Srebrny Orderu Wojskowego Virtuti Militari nr 3822 (1921)[36]
- Krzyż Niepodległości (6 czerwca 1931)[37][38]
- Krzyż Walecznych (czterokrotnie: po raz 2, 3 i 4 w 1921[39])
- Medal Pamiątkowy za Wojnę 1918–1921
- Medal Dziesięciolecia Odzyskanej Niepodległości
- Gwiazda Przemyśla
- Odznaka „Orlęta”
- Odznaka II Brygady Legionów Polskich
- Odznaka Komendy Legionów Polskich
- Odznaka 2 Pułku Ułanów Legionów Polskich
- Odznaka pamiątkowa „Za Huszt”
- „Krzyż Wschodni”

## Upamiętnienie
W Jaśle ustanowiono tablice upamiętniające mjr Henryka Dobrzańskiego: dwie w kościele Franciszkanów i jedną w Dworku Dobrzańskich (1980).
W 1997 pośmiertnie został uhonorowany tytułem „Honorowy Obywatel Miasta Jasła”.
Aktualnie (2017) strażnikiem pamięci mjra „Hubala” i jego żołnierzy i wielu inicjatyw w tym zakresie jest Marian Zach z Poświętnego, ul. Cicha, który w swoim domu urządził niewielkie muzeum „Hubalczyków” (do obejrzenia po uprzednim skontaktowaniu się). Honorowy członek oddz. „Hubala” (w 1940 r. miał 12 lat) i aktualny prezes Związku Hubalczyków. Oprócz niego prawdopodobnie żyje jeszcze dwóch ostatnich żołnierzy mjra „Hubala”: Mieczysław Matłocha (ur. 1923), zam. w Warszawie i Ryszard Caban (ur. 1924), zam. w Białymstoku. Od 2018 roku taką rolę pełni Stowarzyszenie Hubalczycy 1939-1940. Pułkownik Marian Zach, jako ostatni żyjący członek środowiska Hubalczyków i honorowy wiceprezes przekazał tradycję noszenia, nadawania barw i odznaczeń Hubalczyków dla Prezesa Stowarzyszenia Hubalczycy 1939-1940 por. kaw. och. Tomasza Łumińskiego.
Od 10 grudnia 2017 roku połączenie w relacji Kraków Główny – Jasło obsługiwane przez Koleje Małopolskie nosi nazwę „Hubal”.

### Miejsce śmierci mjra „Hubala” –Szaniec „Hubala”

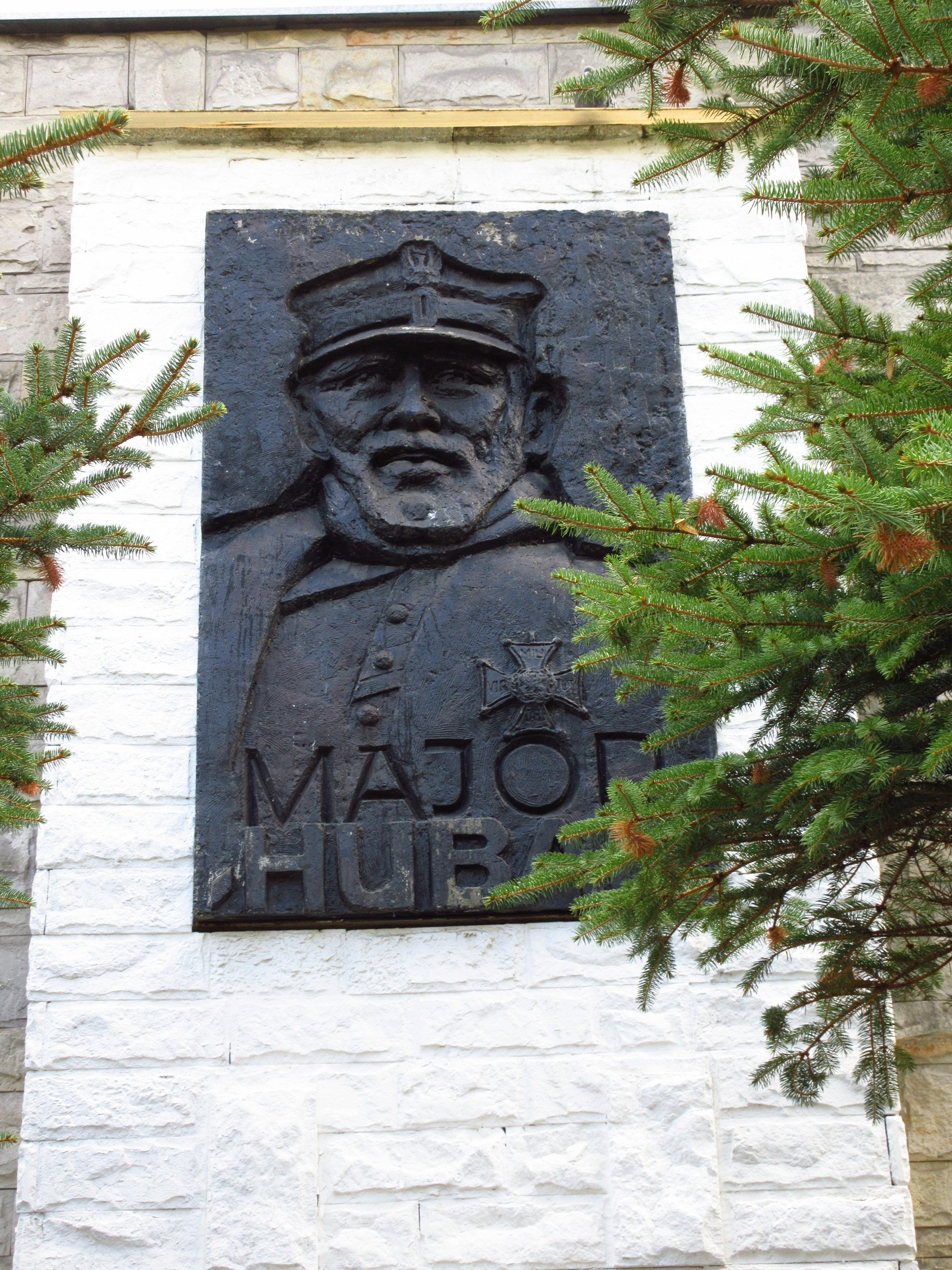
Płaskorzeźba przedstawiająca majora Henryka „Hubala” Dobrzańskiego na budynku szkoły przy ul. Trockiej w Warszawie.

Niedługo po walce i śmierci mjra „Hubala” miejsce gdzie poległ zostało oznaczone przez 16-letniego podówczas mieszkańca wsi Studzianna – Zygmunta Laskowskiego. W tym momencie było to jego domniemanie, ponieważ znalazł w tym miejscu zwłoki konia, które później okazały się szczątkami konia „Hubala” – „Demona”. Miejsce to wskazał przybyłym tu niedługo po wojnie kilku byłym żołnierzom „Hubala” a trafność tej lokalizacji potwierdził jeden z nich, adiutant „Hubala” – Henryk Ossowski.

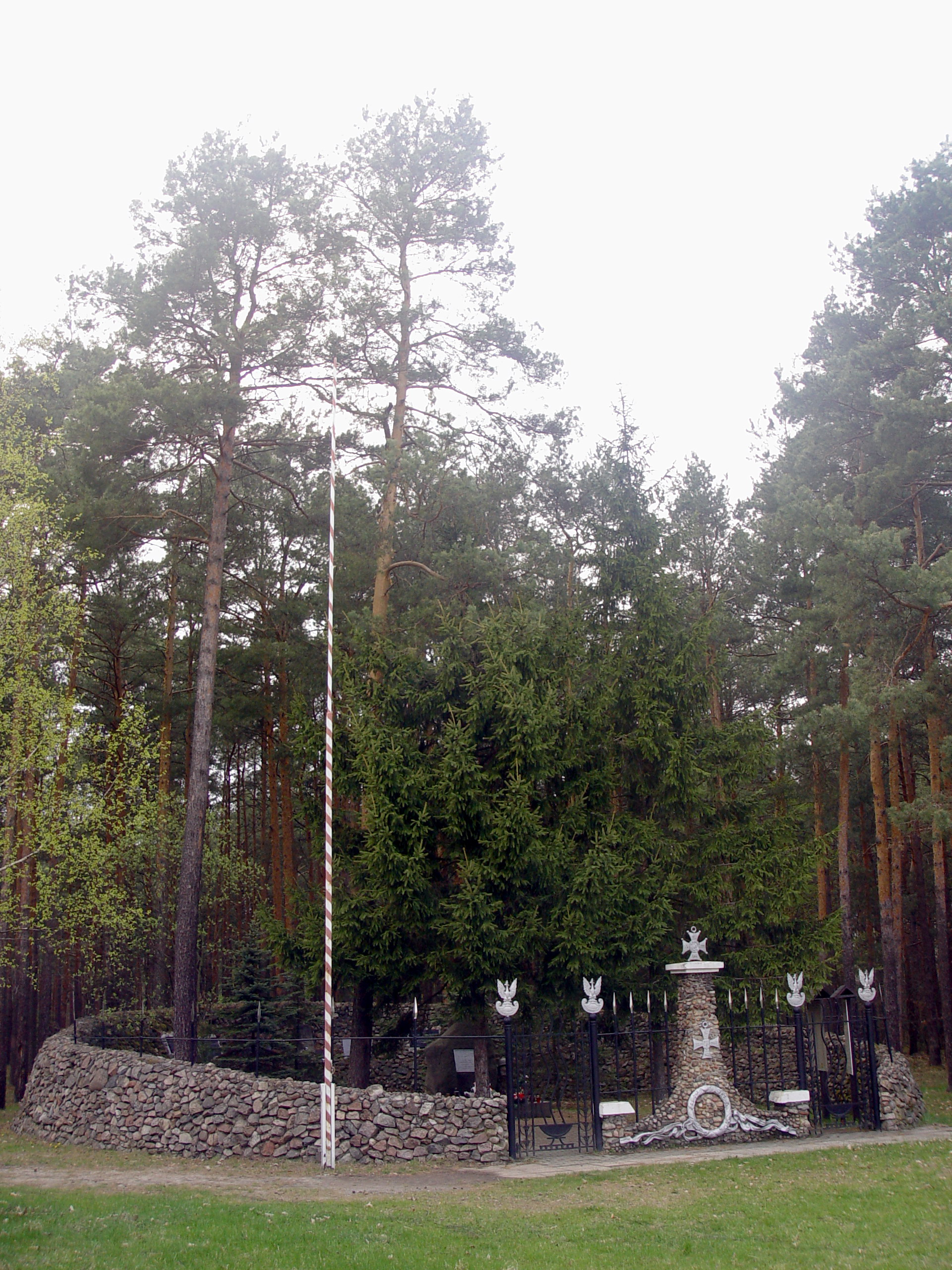
Szaniec „Hubala” w lesie pod Anielinem, miejscu śmierci mjr H. Dobrzańskiego.

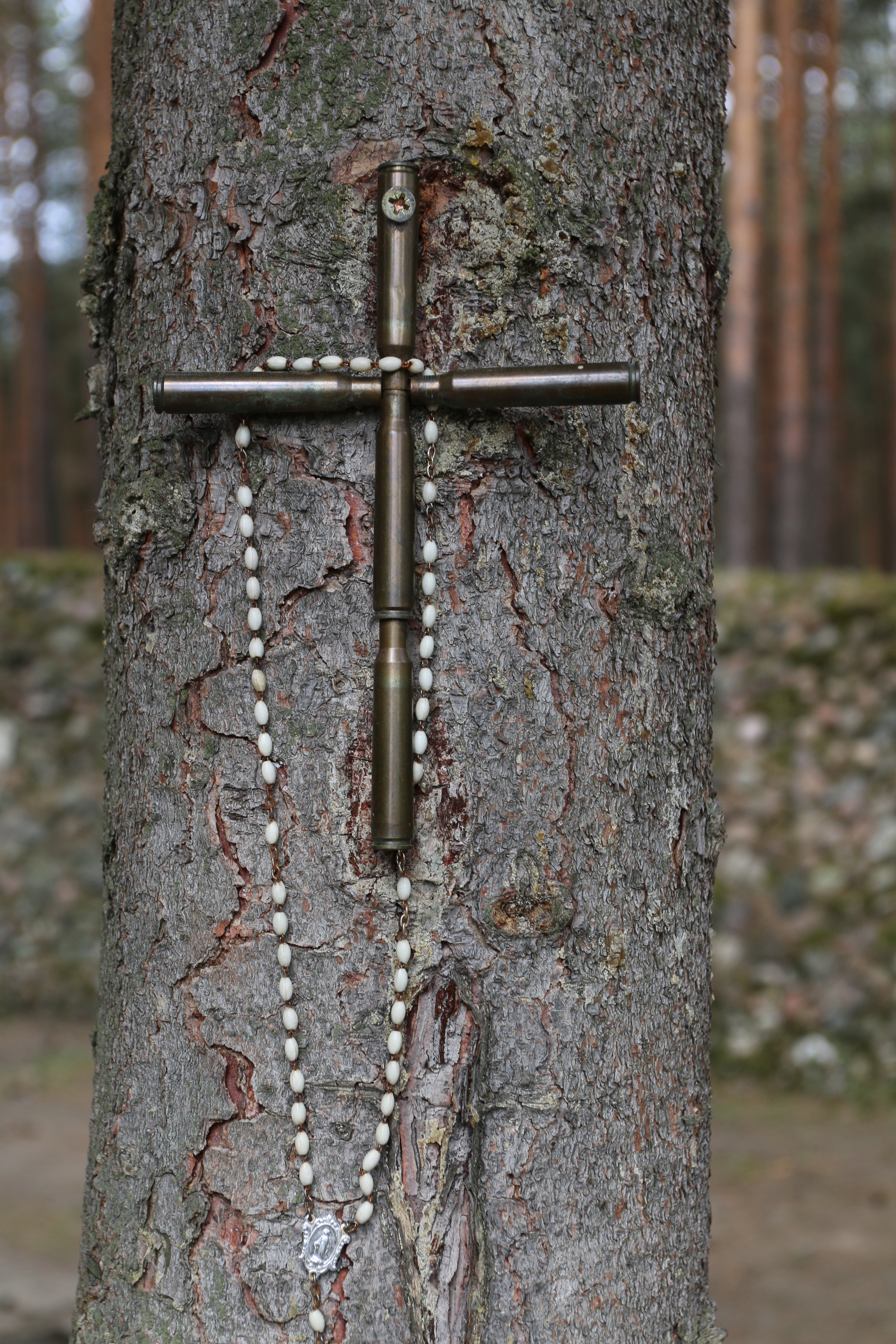
Krzyż z łusek na drzewie w szańcu Hubala

W I poł. lat 60. XX w. stanął tu bazaltowy obelisk, a w II poł. lat 70. XX w. powstało całe założenie memoriałowe będące według koncepcji łódzkiego plastyka – Wiesława Śniadeckiego i Marka Markowskiego pn. „Szaniec „Hubala”. Uroczystość odsłonięcia miała miejsce 12 października 1979 roku. W uroczystości uczestniczyli główni odtwórcy filmu „Hubal” z Ryszardem Filipskim na czele. W 2013 r. powstał „Komitet Renowacji Szańca”, który zrealizował obok niego tzw. „ścianę pamięci”, odsłoniętą w październiku 2014 roku.
Do „Szańca”, pomimo że znajduje się nieco w głębi lasu, można swobodnie dojechać szeroką szutrową drogą nawet autobusem; wjazd z drogi Poświętne – Inowłódz.

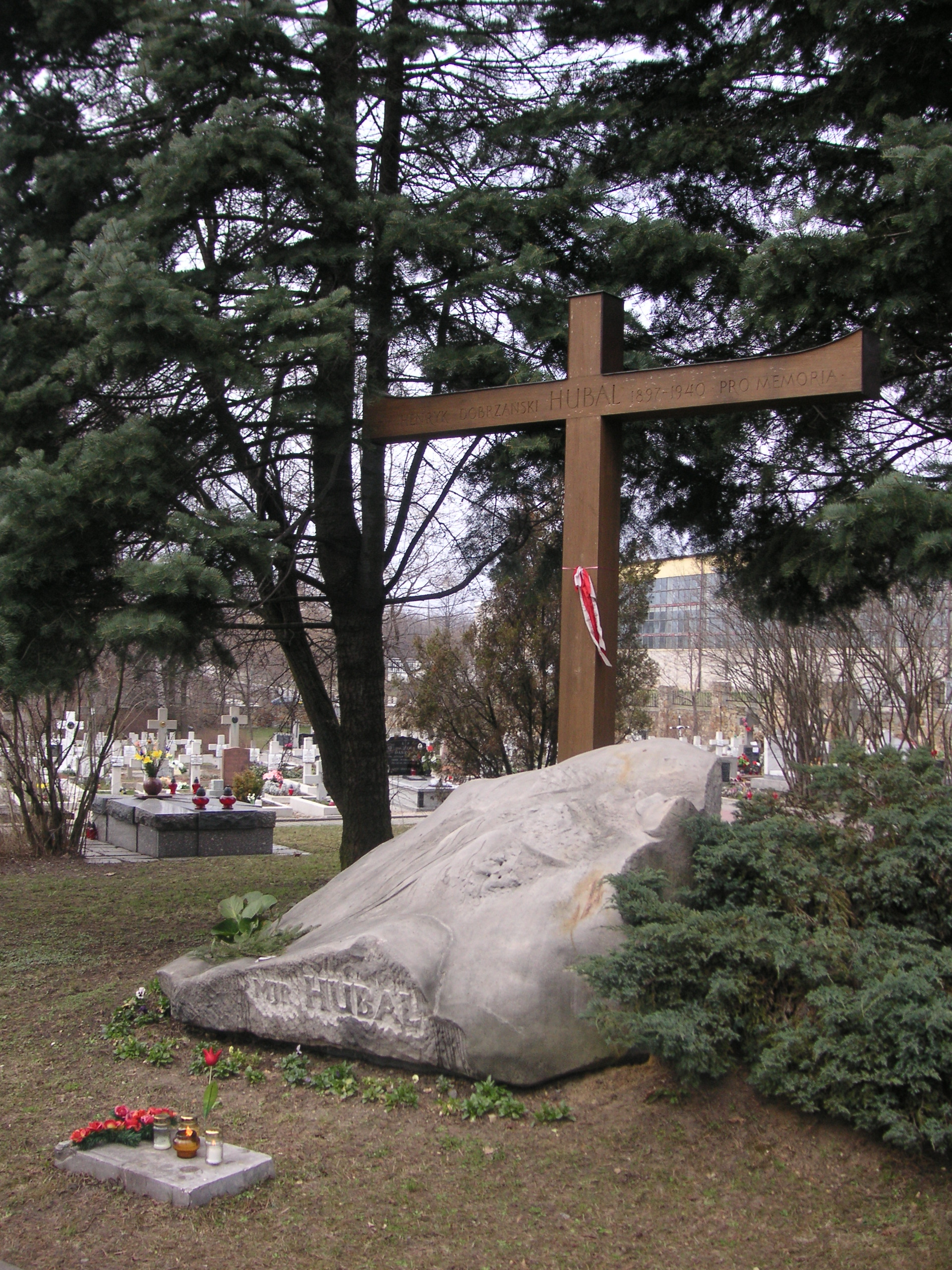
Symboliczna mogiła na Cmentarzu Partyzanckim w Kielcach

### Symboliczny grób mjr. „Hubala”
30 kwietnia 2002 na Cmentarzu Partyzanckim w Kielcach, naprzeciwko Pomnika Katyńskiego, odsłonięto symboliczną mogiłę mjra Henryka Dobrzańskiego „Hubala”. Mogiłę poświęcił kapelan garnizonu kieleckiego WP ks. mjr Roman Dziadosz. Na głazie z szarego piaskowca wyryto podobiznę mjra „Hubala” wzorowaną na zdjęciu pośmiertnym wykonanym przez Niemców. Nad głazem wznosi się trzymetrowy dębowy krzyż, na którego ramionach – obitych miedzianą blachą – znajduje się napis: Mjr Henryk Dobrzański „Hubal” 1897–1940 Pro memoria.

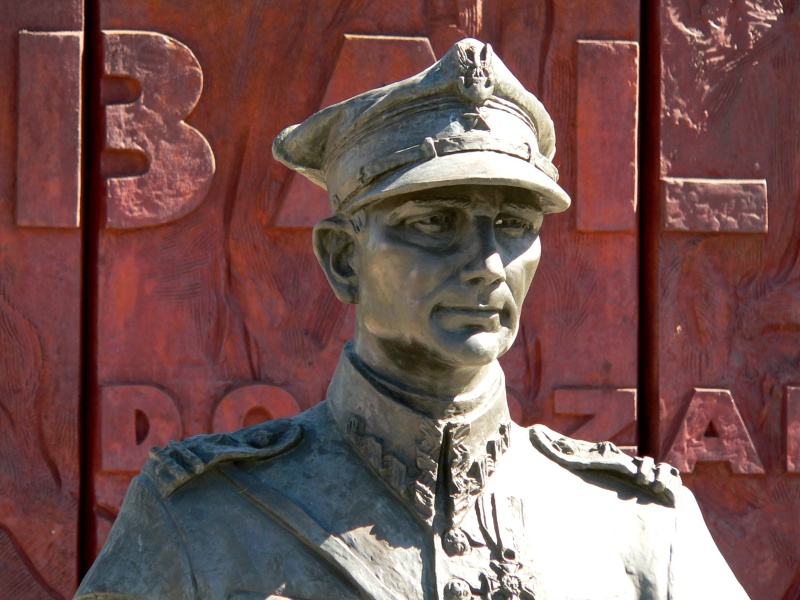
Popiersie w Końskich

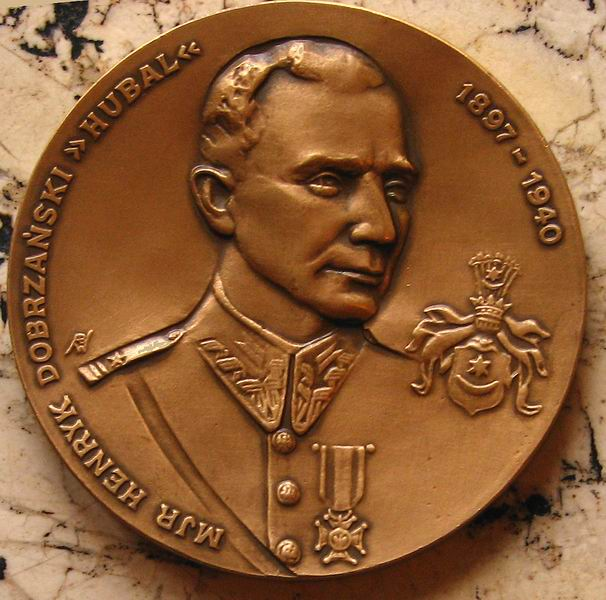
Medal – Henryk Hubal-Dobrzański

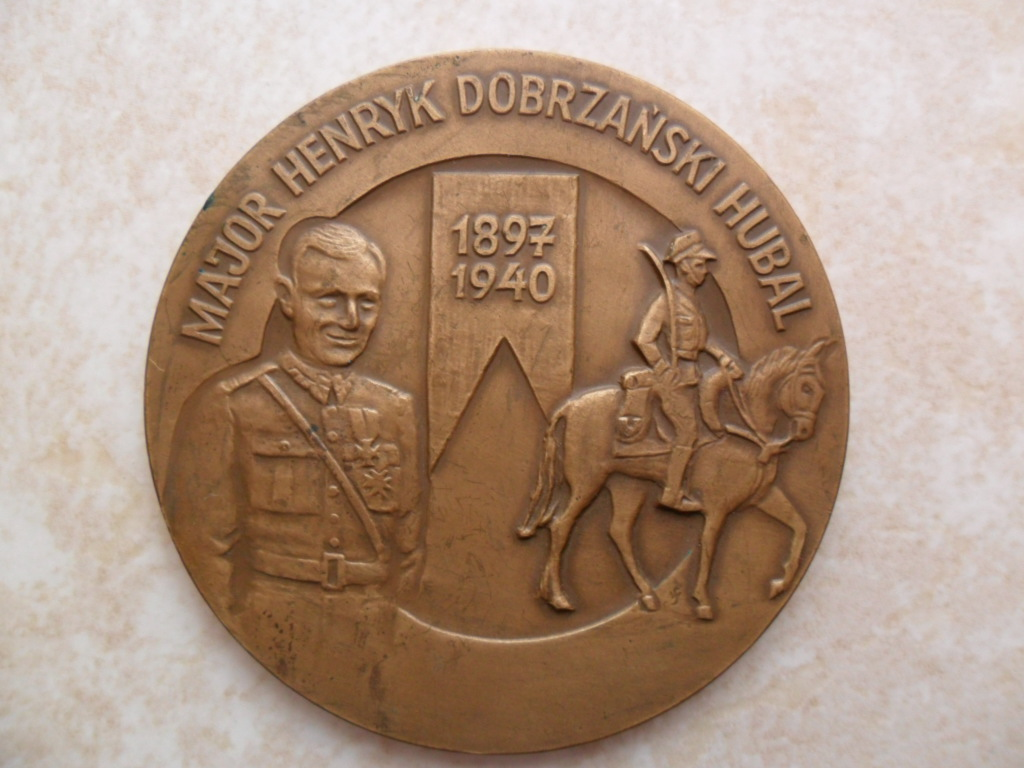
Medal pamiątkowy

### Mjr Henryk Dobrzański – patron
Imię majora Henryka Dobrzańskiego i jego oddziału nosi sto kilkadziesiąt organizacji i instytucji, w tym:
- 2 Hrubieszowski Pułk Rozpoznawczy im. mjr Henryka Dobrzańskiego „Hubala” w Hrubieszowie
- 25 batalion dowodzenia w Tomaszowie Mazowieckim im. mjr Henryka Dobrzańskiego „Hubala” w Tomaszowie Mazowieckim.
- Zespół Szkół Zawodowych Nr 1 im. mjr Henryka Dobrzańskiego „Hubala” w Bychawie
- Zespół Szkół Zawodowych Nr 1 im. mjr Henryka Dobrzańskiego „Hubala” w Starachowicach
- Zespół Szkół Zawodowych Nr 1 im. mjr Henryka Dobrzańskiego „Hubala” w Starogardzie Gdańskim
- Liceum Ogólnokształcące im. mjr Henryka Dobrzańskiego „Hubala” w Raciążu
- 31 szkół, m.in. Zespół Szkół Zawodowych im. mjra Henryka Dobrzańskiego „Hubala” w Radomiu,
- Zespół Szkół Rolniczych im. mjra Henryka Dobrzańskiego „Hubala” w Sokółce
- XVI szczep harcerski im. O.W.W.P. mjr. „Hubala” z Radomska składający się z 3 drużyn harcerskich: 17 Gromady Zuchowej „Zielone Ufoludki”, 24 Radomszczańskiej Drużyny Harcerskiej „Leliwa”, 17 Radomszczańskiej Drużyny Wędrowniczej i Kręgu Instruktorskiego „Cień” (razem około 70 osób)
- 11 Zielony Szczep Harcerski „Impares” im. mjr. „Hubala” z Opoczna składający się z 1 Opoczyńskiej Drużyny Harcerzy Starszych „Czady”, 3 Opoczyńskiej Drużyny Wędrowniczej „Biesy” oraz 7 Gromady Zuchowej „Dzielne Skrzaty”.
- około 10 drużyn harcerskich i zuchowych, m.in. 13 Wielopoziomowa Drużyna Harcerska im. Henryka Dobrzańskiego ps. "Hubal" z Lelowa, 8 Nyska Drużyna Harcerska „Enklawa” im. mjr. H. Dobrzańskiego – Hubala, Hufiec Nysa, 1 Opoczyńska Drużyna Harcerzy Starszych „Czady” im. mjr Henryka Dobrzańskiego „Hubala”. Hufiec Opoczno, 2 Opoczyńska Drużyna Wędrownicza „Znajduchy” im. mjr Henryka Dobrzańskiego „Hubala” Hufiec Opoczno, 4 Opoczyńska Drużyna Harcerzy Starszych „Trolle” im. mjr Henryka Dobrzańskiego „Hubala” Hufiec Opoczno, 1 Zagłębiowska Drużyna Harcerska im. mjr Henryka Dobrzańskiego ps. „Hubal”, 9 Drużyna Harcerzy Starszych „Toperz”, im. mjr Henryka Dobrzańskiego „Hubala” – Hufiec Leżajsk, 66 Łódzka Drużyna Harcerska im. mjr. Henryka Dobrzańskiego „Hubala” – Hufiec Łódź-Polesie, 5 Drużyna Harcerska „Niezłomni” im. mjr. Henryka „Hubala” Dobrzańskiego w Shannon[44].
- jacht żaglowy s/y Hubal[45]
- masowiec PŻM „Major Hubal”, zwodowany w 1985[46]
- most w Łomży nad rzeką Narwią
- Szkoła Podstawowa Nr 3 im. mjr. Henryka Dobrzańskiego „Hubala” w Hrubieszowie
- Szkoła Podstawowa nr 13 im. mjr. Henryka Dobrzańskiego w Skarżysku-Kamiennej
- Szkoła Podstawowa nr 32 im. mjr. Henryka Dobrzańskiego w Białymstoku
- Szkoła Podstawowa im. mjr. Henryka Dobrzańskiego „Hubala” w Chlewiskach
- Szkoła Podstawowa im. mjr. Henryka Dobrzańskiego „Hubala” w Sejnach
- Szkoła Podstawowa im. mjr. Henryka Dobrzańskiego „Hubala” w Morawach
- Szkoła Podstawowa im. mjr. Henryka Dobrzańskiego „Hubala” w Zabrańcu
- Szkoła Podstawowa im. mjr. Henryka Dobrzańskiego „Hubala” w Gałdowie
- Szkoła Podstawowa im. mjr. Henryka Dobrzańskiego „Hubala” w Birczy
- Gimnazjum nr 27 im. płk. Henryka Dobrzańskiego „Hubala” w Krakowie, wcześniej Szkoła Podstawowa nr 70 im mjr Henryka Dobrzańskiego „Hubala” w Krakowie
- Gimnazjum nr 141 im. mjr. Henryka Dobrzańskiego „Hubala” w Warszawie
- Szkoła Podstawowa nr 2 im. mjr. Henryka Dobrzańskiego ps. „Hubal” w Biskupcu[47]
- Skwer im. mjr Henryka Dobrzańskiego „Hubala” w Dębicy[48]
- Szkoła Podstawowa nr 3 im. mjr. Henryka Dobrzańskiego „Hubala” w Łodzi, ul. Rojna 20
- Zespół Szkół nr 2 im. mjr Henryka Dobrzańskiego „Hubala” w Aleksandrowie Kujawskim
- Zespół Szkół nr 18 im. mjr. Henryka Dobrzańskiego „Hubala” w Bydgoszczy
- Związek Strzelecki Oddział Szydłowiec im.mjr Henryka „Hubala” Dobrzańskiego
- Zespół Szkół Ponadgimnazjalnych im. mjr Henryka „Hubala” Dobrzańskiego w Drzewicy
- Szkoła Podstawowa im. mjr. Henryka Dobrzańskiego „Hubala” w Pomykowie
- Szkoła Podstawowa im. Majora Henryka Dobrzańskiego ps. „Hubal” w Zespole Przedszkolno-Szkolnym w Dobromierzu[49]

### Dąb „Hubal” – pomnik przyrody
28 kwietnia 2006 w miejscowości Furmanów, na terenie Leśnictwa Bieliny nadano ok. 160-letniemu dębowi szypułkowemu – pomnikowi przyrody miano „Hubal”. Obwód jego pnia w pierśnicy 4,07 m, średnica pnia 1,29 m, wysokość ok. 25 m.
Nadanie imienia poprzedził konkurs wśród uczniów okolicznych szkół, zorganizowany przez Miejsko-Gminny Dom Kultury w Stąporkowie, Stowarzyszenie „Ziemia Niekłańska” oraz Nadleśnictwo Stąporków.

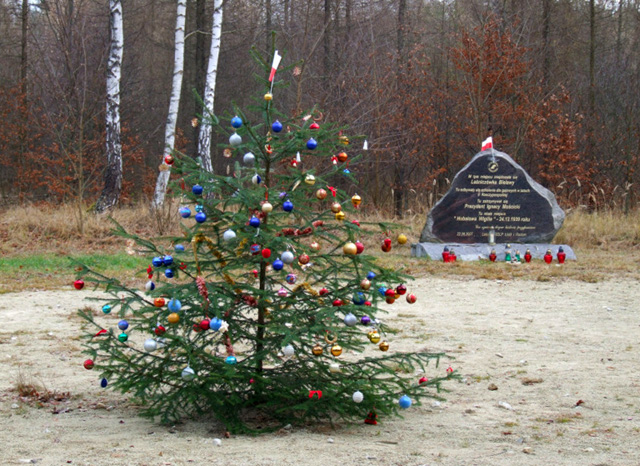
Bielawy koło Studziannej. Kamień upamiętniający Wigilię oddziału mjr. „Hubala”, 23 XII 1939.

### Pomnik „hubalowej Wigilii”
22 czerwca 2007 r., na obszernej polanie przy szutrowej drodze na południe od Studziannej, został odsłonięty kamień z napisem upamiętniającym „hubalową Wigilię”, która odbyła się 23 grudnia 1939 roku. W pierwszy piątek grudnia przyjeżdżają tutaj uczniowie i leśnicy, żeby przypomnieć wigilię z 1939 roku. Organizatorami tej uroczystości są Zespół Szkół Zawodowych im. Mjr H. Dobrzańskiego–Hubala z Radomia i Regionalna Dyrekcja Lasów Państwowych w Łodzi. Podczas spotkań odmawiana jest modlitwa, dzielenie się opłatkiem oraz ubierana jest choinka.

### Odznaka Krajoznawcza PTTK Śladami mjr Henryka Dobrzańskiego „Hubala”
12 czerwca 2001 Zarząd Oddziału PTTK w Opocznie ustanowił Odznakę Śladami mjr Henryka Dobrzańskiego „Hubala”.
Celem Odznaki jest zachęcenie szerokich kręgów społeczeństwa oraz młodzieży do systematycznego poznawania ziemi opoczyńskiej, jej historii oraz miejsc związanych z pobytem oddziału mjr. „Hubala”. Odznaka jest trzystopniowa: brązowa, srebrna i złota. O odznakę może ubiegać się każdy, kto ukończył 10. rok życia i spełnił warunki wymagane regulaminem.

### Filmy i książki o mjr Henryku Dobrzańskim
W 1973 na podstawie losów mjr Henryka Dobrzańskiego i jego oddziału Bohdan Poręba nakręcił film fabularny pod tytułem Hubal, który praktycznie „na zawsze” wprowadził do polskiej tradycji popularną wizję legendy działania mjr. „Hubala” i jego oddziału. Jednocześnie nierozerwalnie z imieniem „Hubala” i jego legendą związany został odtwórca głównej roli Ryszard Filipski.
W 1947 we Włoszech dzieje oddziału mjr Henryka Dobrzańskiego „Hubala” opowiedział znanemu pisarzowi Melchiorowi Wańkowiczowi uczestnik, żołnierz od Hubala, będący z nim od pierwszego do ostatniego dnia, Roman Rodziewicz. Pisarz umieścił tę opowieść w książce „Wrzesień żagwiący”, która ukazała się w 1947 na emigracji. Znacznie rozszerzone wydanie tej relacji w postaci osobnej książki „Hubalczycy” ukazało się w Polsce w 1959 r. i miało kilkanaście wydań. Melchior Wańkowicz przyczynił się swoją książką do powstania legendy o „Hubalu”.
Inna książka o Hubalczykach pióra żołnierza oddziału Marka Szymańskiego to: „Oddział majora Hubala”, ostatnie wydanie, poprawione, Warszawa 1999.
Inna książka: Aleksandra Ziółkowska (kolejne dwa wydania pod nazwiskiem Aleksandra Ziółkowska-Boehm) Z miejsca na miejsce. W cieniu legendy Hubala, Wyd. Lit. Kraków 1983, Warszawa, 1986, 1997. Jest to opowieść o hubalczyku, Romanie Rodziewiczu, o całym jego życiu, dzieciństwie w Mandżurii (ojciec zesłany na Sybir), o powrocie do Polski, latach szkolnych w Wilnie, Kresach, majątku Ławski Bród, pobycie u „Hubala”, późniejszych latach, KL Auschwitz i latach na emigracji w Anglii, gdzie Roman Rodziewicz żył w dużym kulcie majora. Książka ta ukazała się w amerykańskim wydawnictwie w języku angielskim pt. Polish Hero Roman Rodziewicz Fate of a Hubal Soldier in Auschwitz, Buchenwald, and Postwar England (Lexington Books, Lanham, Maryland, USA, 2013, 2017).
W 2004 powstał film dokumentalny o oddziale „Hubala” pt. Major, autorstwa Błażeja Pyrki i Marcina Mielczarka, rozpowszechniony przez czasopismo „Oblicza Historii”. Szczególnym walorem tej produkcji, będącej nastrojową balladą o czynie żołnierzy „Hubala”, są unikatowe wywiady przeprowadzone z jednymi z ostatnich żyjących wówczas „hubalczyków” – por. Antonim Smerdzyńskim, ps. „Dym”, kpt. Leopoldem Zaborkiem, ps. „Orlik” i por. Łukaszem Matysiakiem, ps. „Cichy”.
W 2014 roku ukazała się biografia majora Henryka Dobrzańskiego „Hubala” pt. Major Hubal – historia prawdziwa. Książkę napisał historyk Łukasz Ksyta od lat zajmujący się tematem oddziału majora Hubala. Publikacja zawiera niepublikowane dokumenty i zdjęcia oraz historię poszukiwań grobu Hubala.
O „hubalczykach”, żołnierzach mjr. „Hubala” można znaleźć też informacje w wielu innych książkach (patrz bibliografia).
Mjr Henryk Dobrzański jest głównym bohaterem historyczno-biograficznej powieści Jacka Komudy Hubal (2016).

### Rekonstrukcje historyczne
- Piknik kawaleryjski w Bliżynie – impreza organizowana od 2010 w gminie Bliżyn, upamiętniająca bitwę między Oddziałem Wydzielonym Wojska Polskiego majora Henryka Dobrzańskiego a oddziałami niemieckimi pod Rogowym Słupem koło gajówki Rosochy, która odbyła się 2 kwietnia 1940 roku[52][53]. Głównym punktem imprezy jest inscenizacja bitwy na Świniej Górze, w której biorą udział m.in. ułani Kieleckiego Ochotniczego Szwadronu Kawalerii im. 13 Pułku Ułanów Wileńskich[54].

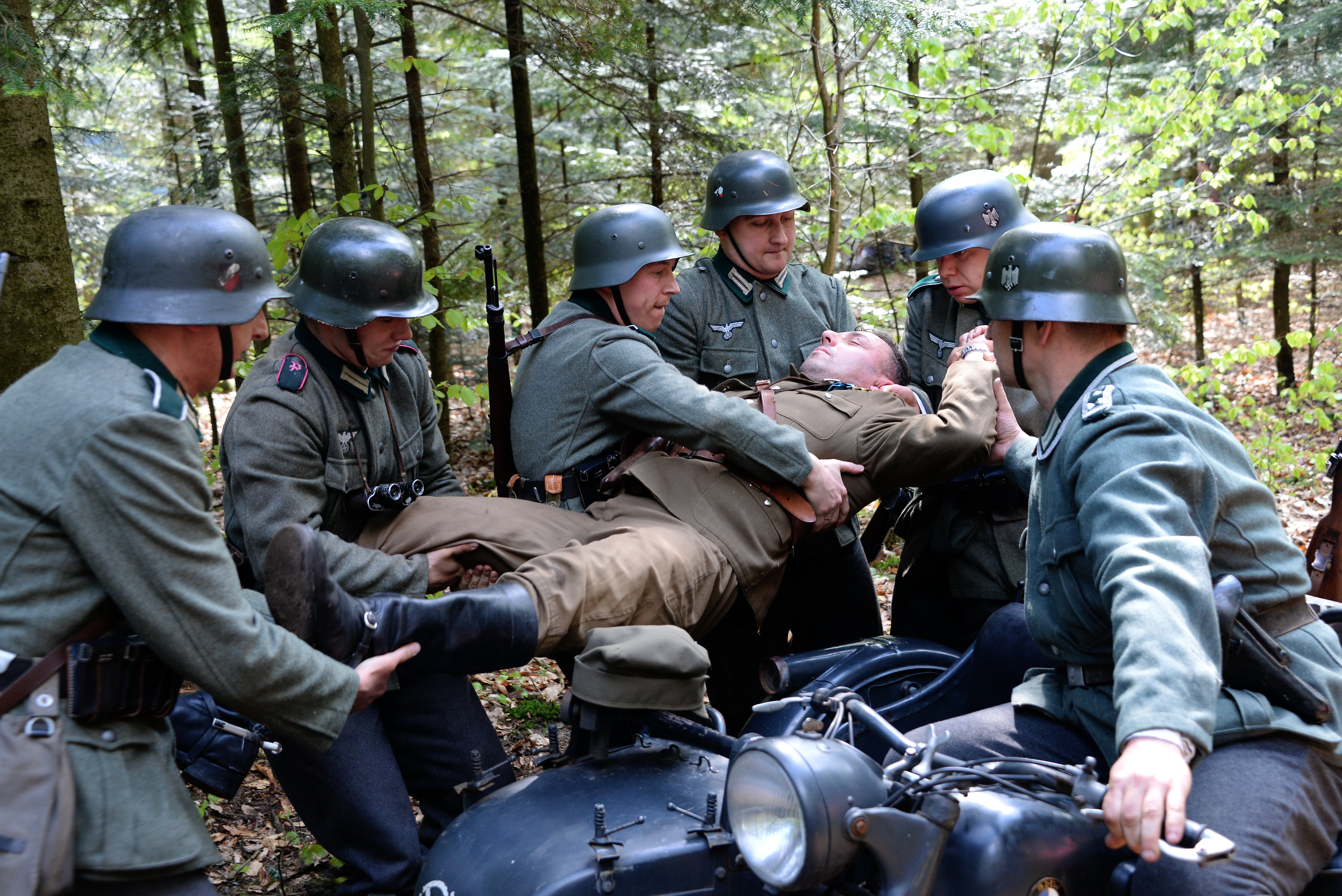
Rekonstrukcja śmierci Hubala podczas VIII Pikniku Kawaleryjskiego w Bliżynie

### Imprezy sportowe objęte patronatem
- Od 2000 roku odbywa się na ziemi świętokrzyskiej międzynarodowy wyścig kolarski Szlakiem Walk Majora Hubala.
- „Bieg Szlakiem Walk Hubalczyków” organizowany corocznie w okolicach miasta Przysucha od 1981 r.
- Od 2015 roku odbywa się Ogólnopolski Rajd Pieszy „Major Hubal”, którego organizatorem jest Wojskowe Koło PTTK przy Klubie 25. Brygady Kawalerii Powietrznej w Tomaszowie Mazowieckim[55].
- W kwietniu 2016 odbył się rajd harcerski „4 Żywioły: Śladami Hubala”, organizowany przez Hufiec Inowłódz ze współpracą Hufca Opoczno.
- Od 2020 r. organizowana jest Sztafetowa Pielgrzymka Biegowa Pamięci mjra Hubala: Anielin – Jasna Góra[56]
- Stowarzyszenie Hubalczycy 1939-1940 organizuje corocznie Rajd Konny Szlakiem Hubalczyków. Więcej na stronie https://www.facebook.com/profile.php?id=100063535511514
- Od 2014 roku por. kaw. och. Tomasz Łumiński[57] organizuje Rajd Konny na Hubalową Wigilię gdzie uczestnicy maszerują konno na miejsce byłej Leśniczówki Bielawy, Szaniec Hubala w Anielinie żeby zasiąść do wieczerzy w Izbie Pamięci mjr. Hubala i Kawalerii Polskiej w Poświętnem[58].

### Znaczki pocztowe
22 czerwca 2022 r. do obiegu wszedł znaczek pocztowy z wizerunkiem Henryka Dobrzańskiego „Hubala” upamiętniający 125. rocznicę jego urodzin.

### Numizmatyka
W 1991 r. Narodowy Bank Polski wyemitował srebrną monetę kolekcjonerską o nominale 100 tys. złotych z wizerunkiem majora Henryka Dobrzańskiego należącą do serii „Żołnierz polski na frontach II wojny światowej”. NBP po raz kolejny upamiętniło Dobrzańskiego srebrną monetą kolekcjonerską o nominale 10 złotych w 2024 r.

## Żołnierze majora „Hubala”
- wachm. Józef Alicki
- kpr. Teofil Biegaj, ps. „Teo” (dca drużyny; w oddziale 20 III – 25 VI 1940; od VII 1940 w ZWZ–AK)
- Marianna Cel, ps. „Tereska”
- Czesław Chrustowicz ps. „Konar”
- plut. Franciszek Głowacz, ps. „Lis”
- kpt. Józef Bolesław Grabiński, ps. „Pomian”
- plut. Stanisław Kagankiewicz
- kpt. dypl., inżynier Maciej Kalenkiewicz, ps. „Kotwicz”
- por. rez. Feliks Karpiński, ps. „Korab”
- plut. Antoni Kisielewski
- ppor. Zygmunt Morawski, ps. „Bem”
- ksiądz kapelan Ludwik Mucha, ps. „Pyrka”
- Henryk Ossowski, ps. „Dołęga”; adiutant mjr. „Hubala”, zm. 1981, pochowany w Kunicach
- kpt. Jan Zgoda ps. „Chlewicki” – adiutant majora Hubala,
- ppor. Mikołaj Ostaszewski, ps. „Mikołaj”
- ksiądz dr Edward Ptaszyński
- wachm. Romuald Rodziewicz, ps. „Roman”, zm. 24 X 2014 w Domu Opieki „Jasna Góra” w Huddersfield, Wlk. Bryt. jako ostatni z żyjących „hubalczyków”; ok. 12 VI 2015 r. jego prochy – zgodnie z jego ostatnim życzeniem – spoczęły na Cm. Powązkowskim w Warszawie[62]
- Antoni Soboulk, żył 21 lat, zamordowany przez gestapo w Tomaszowie Mazowieckim w 1940 r.
- rtm. Stanisław Sołtykiewicz, z-ca mjr. „Hubala”
- ppor. sł. stałej saperów Marek Szymański, ps. „Sęp”
- pchor. Józef Świda, ps. „Lech”
- rtm. Józef Walicki, ps. „Walbach”
- ppor. rez. Józef Wyrwa, ps. „Furgalski”, „Stary”
- Mieczysław Matłocha
- Ryszard Caban
- Antoni Cyran, ps. „Chojna”